# Theodor von Zabern
Theodor von Zabern (* 15. Februar 1771 in Blaesheim; † 5. November 1832 in Mainz) war ein Mainzer Drucker und Verleger. Er gründete den immer noch bestehenden Verlag Philipp von Zabern.

## Leben
Ab 1797 arbeitete von Zabern als Faktor (technischer und organisatorischer Leiter) in der Druckerei Societas typographica (Typographische Gesellschaft) von Johann Andreas Crass. 1802 verkaufte Crass die Druckerei mit ihrem Buchlager an von Zabern, der auch das Privileg des Präfekturbuchdruckers übernahm. Druckerei und Verlag hießen nun Buchdruckerei Theodor von Zabern am Bischofsplatz.
Die größten Erfolge für Theodor von Zabern waren der Druckauftrag für die Akten der gerichtlichen Voruntersuchung gegen den „Schinderhannes“ Johannes Bückler und, im Januar 1812, der Erwerb des Privilegs zum Verlag und Druck der Mainzer Zeitung im damals französischen Mainz.
Während der Zugehörigkeit Mainz' zur Französischen Republik wurde von Zabern Mitglied der Freimaurerloge Les amis réunis. Die Wormser Loge Zum wiedererbauten Tempel der Bruderliebe überreichte ihm 1812 die Ehrenmitgliedschaft ihrer Loge.
Theodor von Zabern war mit Wilhelmine Schenck (1779–1826) verheiratet und hatte die Söhne
- August Viktor (1810–1880), übernahm den Verlag,[2] dann Philipp von Zabern (1849–1902)
- Karl Theodor (1807–1862), übernahm die Druckerei[3]